# 高野宗順
高野 宗順（たかの むねおさ）は、幕末の公家、明治期の宮内官、政治家、華族。貴族院子爵議員。旧姓は松木。

## 経歴
山城国京都で左近衛中将松木宗有の二男として生まれる。安政4年4月（1857年4-5月）、従五位下に叙された。慶応元年10月（1865年11-12月）侍従に任じられ、明治2年2月（1869年3-4月）従四位上に叙されたが、1879年（明治12年）4月、病のため松木家廃嫡となり位記返上を命ぜられた。1880年（明治13年）5月、京都府雇・庶務課勤務となり、以後、京都府等外二等出仕、京都府九等属、宮内属、東華銀行取締役などを務めた。先代の子爵高野保誠死後に養子となり、1890年（明治23年）9月16日、子爵を襲爵した。
1896年（明治29年）10月9日、貴族院子爵議員補欠選挙で当選し、1911年（明治44年）7月9日まで3期在任した。高野子爵家は負債が多く、1912年（明治45年）2月16日、華族礼遇が停止され、同年12月16日に失爵、正四位返上を命じられ、勲四等を褫奪された。

## 系譜
- 父：松木宗有
- 母：孝子（葉室顕孝二女）[14]
- 養父：高野保誠
- 先妻：奈代（なよ、伊藤徳右衛門長女）[1]
- 後妻：末子（すえこ、唐橋在光四女、離縁）[1]
- 長男：高野宗正[1]